# Acordo de Kano
O acordo de Kano foi precedido pelo colapso da autoridade central no Chade em 1979, quando o primeiro-ministro Hissène Habré havia desencadeado suas milícias em 12 de fevereiro contra a capital N'Djamena e contra o presidente Félix Malloum.  Habré tinha se aliado com o senhor da guerra rival Goukouni Oueddei, que entrou N'Djamena em 22 de fevereiro liderando as Forças Armadas Populares (FAP).
A situação alarmou os vizinhos do país, preocupados com um possível alastramento do conflito; como resultado, já no dia 16 de fevereiro, o ministro sudanês, Izz Eldine Hamed, chegou a N'Djamena, onde negociou um cessar-fogo entre as facções rivais. Os sudaneses propuseram organizar uma conferência de paz em território neutro e o presidente da Nigéria Olusegun Obasanjo sugeriu Kano, no norte da Nigéria, como sede da conferência. Ele também convidou como observadores os países vizinhos do Chade (Líbia, Sudão, Camarões, República Centro-Africana, Níger).
A conferência começou com alguns dias de atraso em 11 de março, com a chegada de Malloum, Habré, Goukouni e Aboubakar Abdel Rahmane. Entre os quatro, Malloum representou o governo nacional apoiado pelos franceses, Habré e Goukouni, as maiores forças insurgentes do condado, enquanto Aboubakar, líder de um grupo insurgente menor, o Movimento Popular pela Libertação do Chade (MPLT), poderia contar com o apoio da Nigéria.
Estes quatro assinaram o Acordo de Kano sobre a Reconciliação Nacional em 16 de março que entrou em vigor em 23 de março, quando Malloum e Habré renunciaram formalmente. Os seis pontos do acordo foram:
- A desmilitarização de N'Djamena;
- Uma anistia para todos os prisioneiros políticos;
- Dissolução das milícias;
- Formação de um novo exército nacional;
- Retirada das tropas francesas;
- Forças nigerianas supervisionariam o cessar-fogo

Também projetou a base de um Governo de União Nacional de Transição (GUNT), que teria governado Chade até novas eleições. Malloum e Habré foram excluídos do GUNT, mas todas as quatro facções presentes na conferência teriam dois ministérios no Conselho de Estado Provisório que governaria no Chade até o estabelecimento completo do GUNT. Goukouni seria o presidente deste Conselho.
As tropas francesas, presentes no Chade desde 1978, deveriam deixar o país e ser substituídas por uma força manutenção da paz multinacional sob a égide da Organização da Unidade Africana (OUA), representada principalmente pelas tropas nigerianas.
O Acordo de Kano foi um fracasso, pois afrontava os interesses líbios ao excluir facções pró-líbias, como o "FROLINAT Original" de Abba Siddick e o Exército Vulcão de Ahmat Acyl, que ameaçaram formar um contra-governo caso fossem excluídos do GUNT. Isso levou os nigerianos a buscarem um novo acordo que incluísse um grande número de facções; e disso surgiu o Acordo de Lagos, assinado no dia 21 de agosto na cidade nigeriana de Lagos, que tomou o lugar do Acordo de Kano.